# Tully (film 2000)
Tully (ang. The Truth About Tully) – dramat filmowy produkcji amerykańskiej z 2000 roku.

## Obsada
- Glenn Fitzgerald jako Earl Coates
- Anson Mount jako Tully Coates Jr.
- Bob Burrus jako Tully Russell Coates Sr.
- Julianne Nicholson jako Ella Smalley
- Laura Walker jako Wendy Adams